# Ветлянка (притока Ками)
Ветля́нка (рос. Ветлянка) — річка в Каракулінському районі Удмуртії, Росія, права притока Ками.
Річка починається за 3 км на північний схід від села В'ятське. Протікає на південний схід, в середній течії повертає на схід, нижня течія тече на північний схід. Впадає до Ками південніше села Сухарьово. Верхня течія пересихає.
На річці розташоване село Кухтино. У верхній течії та біля села Кухтино збудовано автомобільні мости. В верхній, середній та нижній течіях ведеться видобуток нафти.